# Rafael Python 4

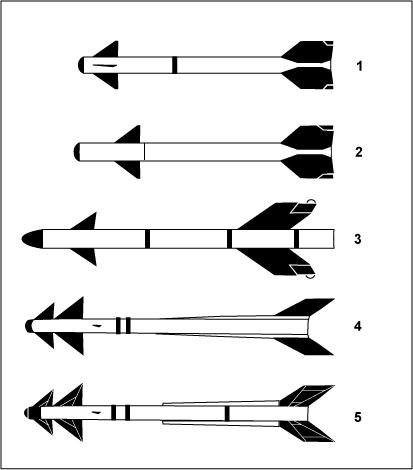
1 — Shafrir, 2 — Shafrir 2, 3 — Python 3, 4 — Python 4, 5 — Python 5

Python-4 — израильская ракета класса «воздух-воздух», созданная в 1980-е годы компанией Rafael.
В 1995 году была впервые продемонстрирована на авиасалоне в Ле Бурже. Производится израильской компанией Rafael Armament Development Authority.
Python-4 использовала нашлемную систему целеуказания и имела систему управления вектором тяги. 
Ракета имеет двухрежимный РДТТ ND-10 и стреловидные крылья. Для управления полётом оснащалась четырьмя дельтовидными рулями и двумя прямоугольными. В хвосте ракеты находятся четыре фиксированных крыла. 
Биспектральная головка самонаведения включает в себя охлаждаемый аргоном четырехмикронный чувствительный элемент и датчик ультрафиолетового излучения. Python-4 имеет цифровой сигнальный процессор и цифровую систему управления полетом.

## Тактико-технические характеристики
- Масса БЧ — 11 кг
- Скорость — 4 М
- Масса ракеты — 105 кг
- Длина — 3,5 м
- Диаметр — 160 мм
- Дальность — 0,5-15 км